# Lilla livet, lilla döden
Lilla livet, lilla döden (ISBN 91-501-0049-1) är den enda boken av Per Nilsson som är riktad till vuxna. Den gavs ut 2001 av Alfabeta.